# Давай не будемо
«Давай не будемо» (англ. Let's Not) — науково-фантастичне оповідання американського письменника Айзека Азімова, вперше опубліковане у грудні 1954 в журналі Бостонського університету. Увійшло до збірки «Купуємо Юпітер та інші історії» (1975).

## Сюжет
Двоє вчених, які знайшли притулок під поверхнею Марса разом з сотнею інших, обговорюють, якою була Земля до її руйнування ядерною війною. Вони сподіваються відновити своє викладання для студентів тут і в часі заселити мертву поверхню Землі.